# Røde Gade (Flensborg)
Røde Gade (dansk) eller Rote Straße (tysk) er en gade i den indre by i Flensborg. Gaden fører fra Søndertorvet, hvor den møder Frisergaden og Angelbogaden, til Nytorvet. Oprindelig var gaden byens sydgående udfaldsvej til Slesvig og Husum. Gaden er opkaldt efter den nærliggende rydning og bymark Rude. Gadenavnet er altså ikke hentet fra farven rød.
Ved gadens sydlige ende lå byporten Røde Port, der i 1874 af trafiktekniske grunde blev nedrevet. Uden for for porten lå borgernes bymark og en lille bæk (Skærbæk) med flere vandmøller. Om bymarken minder i dag gadenavnet Ved Hestevandet (på tysk Am Pferdewasser). En del af den historiske bygningsensemble blev efterhånden revet ned - især gadens sydlige del ved byens nye rådhus fra 1964 er i dag præget af flere nybyggerier. Gadens nordlige afsnit har derimod bevaret en del af sin arkitektoniske arv. Gaden præges i dag af små købmandsgårde med butikker og gallerier.
Den Røde Gade udgør sammen med Holmen, Storegade og Nørregade en del af indrebyens nord-sydgående akse som gennemgående butiks- og gågade.
I gadens sydlige ende findes et mindesmærke for de soldater i byen, der helt indtil 2. verdenskrigs sidste dage bl.a. søgte at undgå at blive sendt til østfronten og ofte blev henrettet for det.
- Markering af Røde Ports placering
- Für Menschen, die sich nicht missbrauchen liess für einen verbrecherischen Krieg
- Sydbank i Flensborg set fra Røde Gade